# Château de Barly
Le château de Barly est situé sur la commune de Barly (Pas-de-Calais). Classé Monument historique, il est édifié en 1780.

## Toponymie
Le nom de « château de Varlemont » qui lui est parfois donné, est impropre. Il correspond au patronyme de Jean Vindicien Blin de Varlemont de Barly, propriétaire des lieux au moment de leur achèvement. Varlemont est très probablement le nom d'une terre familiale, qui n'est pas localisable en Artois, Flandre, Picardie. Aussi le château est-il connu plus généralement sous le nom de château de Barly.

## Histoire
La construction du château débute vers 1780 à l'initiative de Vindicien Antoine Blin et de son épouse d'alors, Marie Pétronille de Beauvoir de Séricourt. Les Blin, également appelés Blin de Barly, sont une famille de fermiers et laboureurs aisés, qui n'ont jamais été anoblis. La seigneurie de Barly est vendue en 1698 par Claude de Richardot, prince de Steenhuyse, à Marguerite Le Maistre, veuve d'Antoine Blin, bourgeois d'Arras, seigneur de Wanquetin.
Le troisième fils du couple, Jean-Marie Blin, capitaine d'infanterie, hérite de Barly. Il meurt en 1775 en sa « maison seigneuriale » dans le village. Son fils Vindicien Antoine Blin de Barly, capitaine au régiment de Rohan, épouse Barbe Louise Hulot en 1739. Veuf, il se remarie avec Marie Pétronille de Beauvoir de Séricourt, avec laquelle il entame la construction du château actuel. Ils décèdent tous deux en 1786, avant l'achèvement des travaux.
Jean Vindicien Blin de Varlemont de Barly, fils de Vindicien Antoine et de Barbe Louise Hulot lui succède alors. Capitaine au régiment des Dragons de la Reine, Jean Vindicien épouse en 1782 Catherine Dagon de la Conterie. Élu premier maire du village en 1790, il n'est inquiété au cours de la Révolution que pendant la Terreur. Il se trouve alors assigné à résidence au château. Ayant divorcé en 1794, il loue le château lors des étés de 1812 à 1818 à l'évêque d'Arras, Boulogne et Saint-Omer, Monseigneur de la Tour d'Auvergne-Lauraguais. 
Après la mort de Jean Vindicien en 1832, son fils et unique héritier, Achille Pierre Blin de Varlemont, vend le château, en 1837, à Blanche des Escotais, fille du Comte Louis des Escotais et veuve du comte Adrien Eugène Léonard de Tramecourt. La comtesse de Tramecourt meurt en 1879 : Barly est légué à son neveu le marquis du Luart. Inoccupé, le château est parfois loué durant l'été.
Arthur Duhem, vice-président de la Chambre de Commerce de Lille, achète Barly le 8 juillet 1914. Lors de la Première Guerre mondiale, le château de Barly est réquisitionné, d'abord par l'armée française, qui procède à une restauration, puis y installe une ambulance, ensuite par les troupes anglaises. Après guerre, la famille Duhem reprend possession des lieux, et Arthur Duhem meurt à Barly en 1930. En 1937, ses enfants vendent le château à Robert Bouttemy, agriculteur du village. Pendant la Seconde Guerre mondiale, Barly est occupé par des unités allemandes.
À la fin des années 1960, Monseigneur Jean Lestocquoy, président de la Commission départementale des monuments historiques du Pas-de-Calais, attire l'attention publique sur les menaces qui pèsent sur le château de Barly, alors en bien mauvais état. C'est à la suite de cette mobilisation que le colonel Jacques d'Antin de Vaillac l'achète, en 1970. L'année suivante, le 2 mars 1971, la totalité des bâtiments et des décors intérieurs de Barly sont classés au titre des monuments historiques. Les travaux de restauration débutent.
Bernard Dragesco et Didier Cramoisan font l'acquisition du château en juin 2001. Ils poursuivent la restauration des lieux, et les ouvrent au public chaque été.

## Description
Le château est entièrement classé Monument historique (château et dépendances en 1971). Le bâtiment principal, de style néoclassique affirmé, est prolongé d’un corps de ferme où l’on remarque la laiterie d’agrément et le pigeonnier. Une chapelle complète cet ensemble qui comporte également, en vis-à-vis, la façade de l’église du village. Les intérieurs, également classés, comprennent un escalier d’Artois et des boiseries réalisées par le maître sculpteur arrageois César Auguste Lepage entre 1784 et 1787. Barly, ouvert au public tous les étés, est remeublé d’objets d’époque.